# Józef Chrapowicki (1731–1801)
Józef Chrapowicki herbu Gozdawa (ur. 19 marca 1731, zm. 5 marca 1801) – generał-major wojsk litewskich w 1762 roku, kasztelan mścisławski od 1786 do 1792, marszałek Rady Nieustającej w latach 1784–1786. Był członkiem konfederacji Sejmu Czteroletniego. Na Sejmie Czteroletnim autor projektu reformy sejmików.
Brat Eustachego Józefa, instygatora litewskiego.
Wybrany z Senatu sędzią Sejmu Czteroletniego w 1788 roku.
Zrezygnował z urzędu kasztelańskiego po zwycięstwie konfederacji targowickiej.
Przystąpił do konfederacji targowickiej, konsyliarz Rady Nieustającej w 1793 roku.
W 1791 roku poślubił Helenę Hilarię Suffczyńską, córkę Tomasza, chorążego lwowskiego, i Marianny z Rostworowskich.
W 1785 został kawalerem Orderu Świętego Stanisława. W 1786 roku odznaczony Orderem Orła Białego.

## Literatura dodatkowa
- Władysław Konopczyński: Chrapowicki Józef. W: Polski Słownik Biograficzny. T. 3: Brożek Jan – Chwalczewski Franciszek. Kraków: Polska Akademia Umiejętności – Skład Główny w Księgarniach Gebethnera i Wolffa, 1937, s. 439. Reprint: Zakład Narodowy im. Ossolińskich, Kraków 1989, ISBN 83-04-03291-0.